# Corocosma memorabilis
Corocosma memorabilis là một loài bướm đêm thuộc họ Oecophoridae. Nó là loài đặc hữu của New Zealand.